# San Antonio de los Baños
San Antonio de los Baños ist ein Municipio in der kubanischen Provinz Artemisa. Es liegt ca. 35 km südwestlich der kubanischen Hauptstadt Havanna und hat ca. 48.197 Einwohner (Stand: 2012).  Berühmt ist die Stadt für die Escuela Internacional de Cine y Televisión, eine Filmschule, die Einrichtungen für aufwendige Filmdrehs bietet.
Im Ort findet seit Jahren die Biennale des internationalen Humors Convocatoria Bienal Internacional de Humor statt.
Der bekannte Musiker Silvio Rodríguez lebte in San Antonio de los Baños.

## Geschichte
Ab 1760 wurde die spanische Armada für einen Krieg gegen England auch in den Werften von Habanna aufgerüstet. Dies führte zu Rodungen in den Zedern- und Mahagonigewächsewäldern der Haziendas Rancho (Boyeros), Alquízar, Güira de Melena und im Einzugsbereich des Río Ariguanabo.
Als 1765 Agustín de Cárdena der Titel Marqués de Cárdenas de Montehermoso verliehen wurde, bestand eine Streusiedlung, welche als San Antonio Abad oder San Antonio del Ariguanabo bezeichnet wurde in diesem Gebiet.
An dem Ort, an welchem der Holzbringweg den Río Ariguanabo kreuzte, errichtete ein Einwanderer von den kanarischen Inseln eine Gaststätte.
Nach der Revolution auf Haití zwischen 1791 und 1803 wurde von diesem damaligen weltweit größten Zuckerproduzenten nichts mehr für den Weltmarkt gekauft.
Die französischen Zuckerpflanzer waren teilweise nach Kuba ausgewandert. Ab 1800 begann der Anbau von Zuckerrohr im Gebiet von San Antonio de los Baños und nach kurzer Zeit wurde auf allen ertragreichen Böden Zuckerrohr angebaut.
Der zweite Marqués de Cárdenas de Montehermoso, Gabriel María de Cárdenas, ein reicher und prominenter Kubaner, legte 1792 mit Unterstützung von Francisco de Arango y Parreño, Karl IV. (Spanien) eine Studie: Discurso sobre la agricultura de La Habana y medios para fomentarla (Diskurs über die Landwirtschaft von Havanna und Maßnahmen zu ihrer Förderung) vor.
Die Real Cédula de Gracia von 1794 bestätigte ein erbliches Corregimiento an den Marqués de Monte Hermoso.
Es gelang de Cárdenas den Capitán General de Cuba, Luis de las Casas, dazu zu bewegen, eine große Anzahl der französischen Migranten aus Haiti in der Jurisdicción de San Antonio, aufzunehmen.
Die französische Besetzung Spaniens führte teilweise zu Aufständen von Unabhängigkeitsbewegungen in den spanischen Kolonien. Die spanischen Kolonien wurden durch die Junta Suprema Central regiert. Diese initiierte eine Verfolgung von Franzosen, welche in den Kolonien lebten. Im Rundschreiben vom 28. Juli 1808, trägt der Capitán General de Cuba, Salvador del Muro y Salazar, Marqués de Someruelos, dem Marquis de Monte Hermoso auf, dass alle französischen Bürger in San Antonio, die noch nicht eingebürgert wurden und einen Treueeid auf den König von Spanien geleistet haben, kurzfristig Kuba zu verlassen haben.
Die Cedula von 1832, unter der Cortes von Cádiz, mit welcher San Antonio, zur Villa aufgewertet wurde, beschränkte das Lehen auf die Lebzeit des momentanen Marqués de Monte Hermoso.

## Laguna de Ariguanabo
Die Llanura de San Antonio ist eine etwas erhöhte Ebene im Norden des Municipio San Antonio de los Banos, welche zwischen der Sierra de Anafe und der Sierra de Bejucal liegt. Im Süden wird sie durch die Municipios Alquízar und Güira de Melena sowie im Westen durch die Provinz Pinar del Río begrenzt.
In einer Senke im Zentrum der Ebene liegt die Laguna de Ariguanabo. Je nach Wasserstand gehört sie zu den ausgedehntesten Seen auf Kuba.
Sie hat an verschiedenen Orten verschiedene Bezeichnungen. Der östliche Teil wird Biragua genannt, der westliche Teil Loreto und der nördliche Teil Perdigón. Von der Laguna de Ariguanabo wird behauptet, dass sie aus den Niederschlägen eines Zyklons von 1791 entstand. 1781 waren an ihrer Stelle unter anderen die Laguna de Biragua, die Laguna de Ariguanabo und die Laguna de Guandambú kartiert worden. 1960 leitete William Alexander Morgan eine Ochsenfroschfarm an der Laguna de Ariguanabo.

## Aeródromo de San Antonio de los Baños
Der Militärflugplatz wurde als San Antonio Air Base auch Cayuga oder Batista AAF während des Zweiten Weltkrieges durch die US-Streitkräfte errichtet. Hier waren Consolidated B-24 stationiert, welche über der Karibik patrouillierten.
Nach dem Zweiten Weltkrieg wurde die Basis an die kubanische Regierung übergeben. Bei der Invasion in der Schweinebucht wurde der Aeródromo de San Antonio de los Baños am 15. April 1961 angegriffen.
Zur Kubakrise 16. bis 28. Oktober 1962 waren hier Mikojan-Gurewitsch MiG-15 der Revolutionären Luftverteidigung stationiert. Die beiden Kampfflieger des Typs MiG-23 und MiG-29, die am 24. Februar 1996 über internationalen Gewässern zwischen Kuba und Florida zwei unbewaffnete Zivilflugzeuge der exilkubanischen Organisation Brothers to the Rescue abschossen, hatten ihre Basis ebenfalls in San Antonio.